# Templo de Zeus Hipsisto
O Templo de Zeus Hipsisto é um antigo templo romano dedicado à divindade romana Zeus, localizado na atual cidade de Al-Dumayr, na Síria, localizada a 45 km a nordeste de Damasco, e historicamente conhecida como Thelsea.

## História
Embora sua data de construção seja desconhecida, provavelmente era uma construção nabateia, provavelmente convertida em templo por volta do século II.
Em uma de suas inscrições, é mencionado um caso ouvido pelo imperador Caracala em Antioquia por volta de 216, sobre corrupção no sacerdócio do templo.

Para os camponeses, o caso é sobre questões de piedade; para vocês, nada é mais importante do que a piedade. Portanto, agora eles têm confiança na presente instância para se envolverem em um caso perante um rei e juiz muito piedoso. Há um famoso templo de Zeus em seu território, que é visitado por pessoas de todas as regiões vizinhas. Eles vão até lá e organizam procissões. Eis o primeiro erro cometido pelo nosso adversário. Ele usufrui de [imunidade de impostos e] isenção de liturgias, usa uma coroa de ouro, usufrui de [precedência], tomou o cetro na mão e se autoproclamou sacerdote de Zeus.

## Galeria

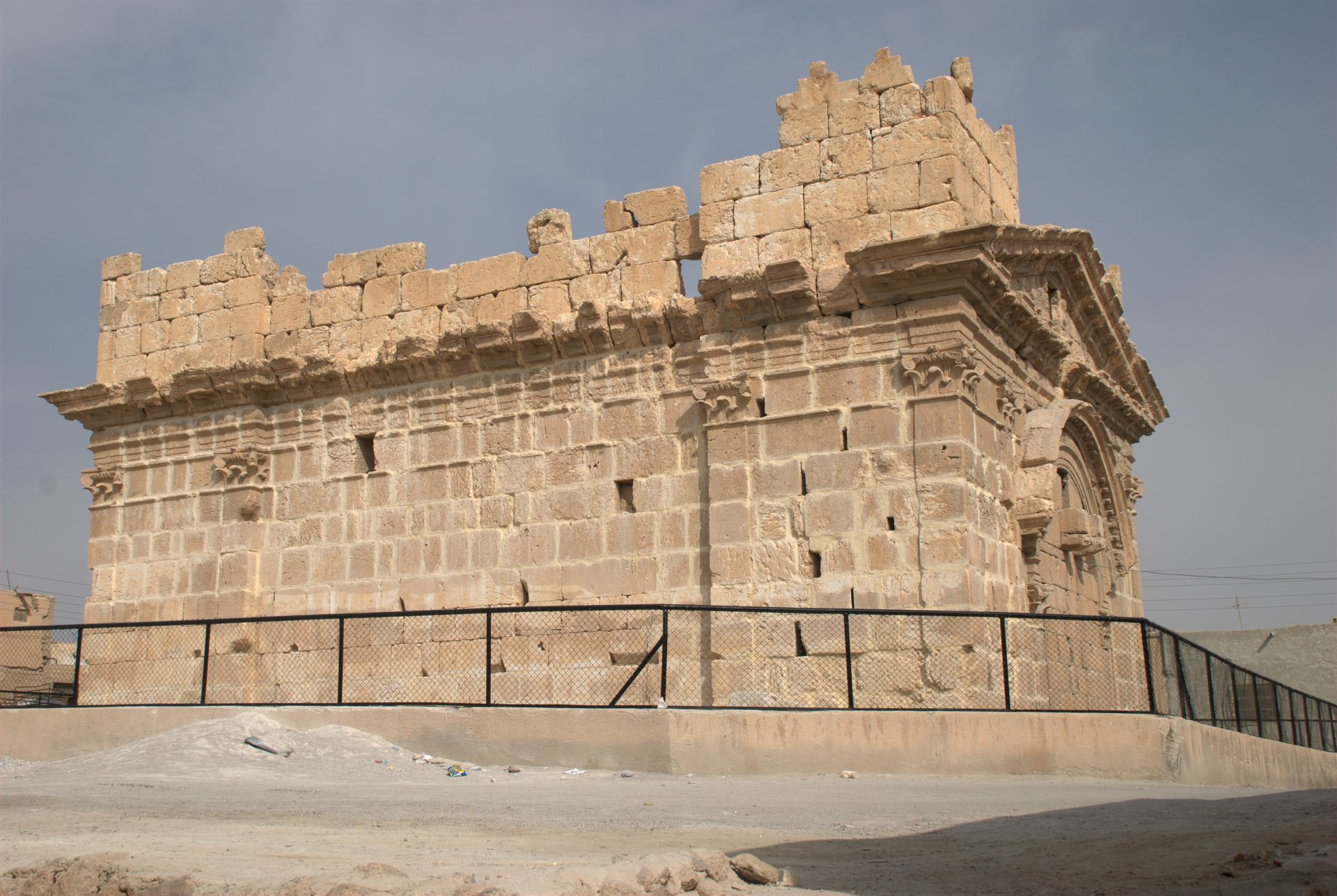
O exterior do templo visto do sul
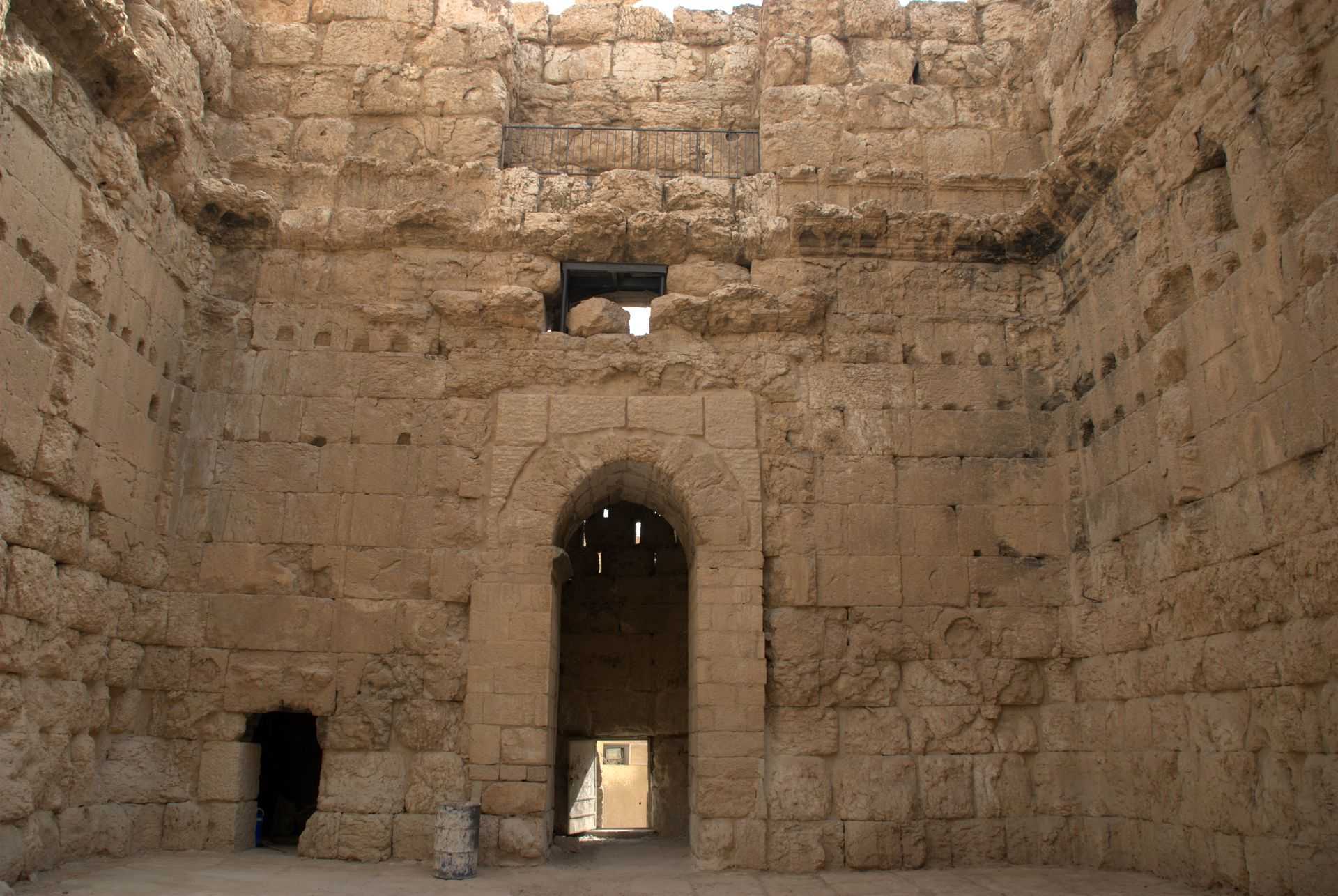
O interior do templo
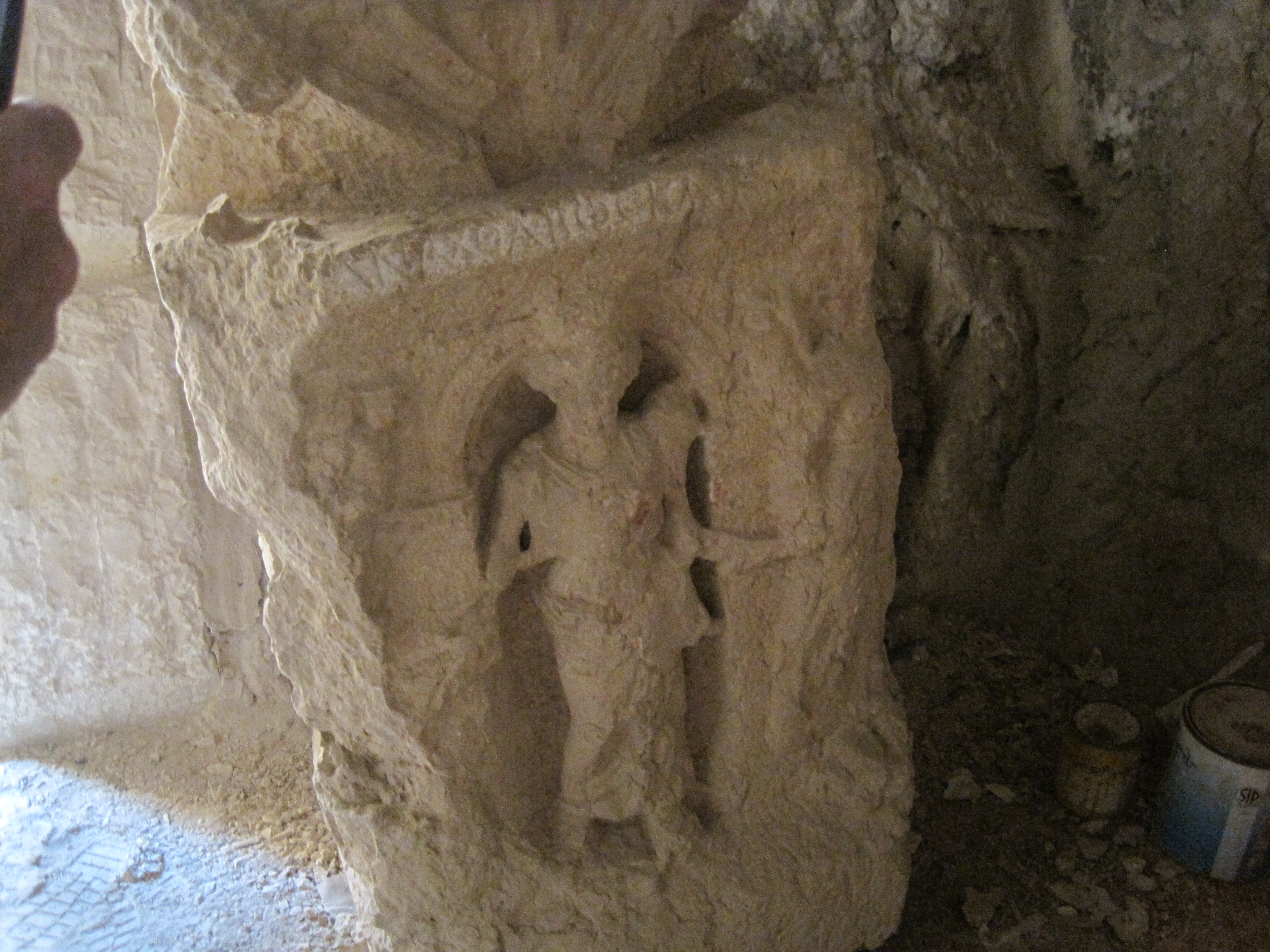
Detalhe de um relevo em seu interior